# 탕추
탕추(중국어: 糖醋, 병음: tángcù) 또는 톈쏸(중국어: 甜酸, 병음: tiánsuān)은 새콤달콤한 중국 요리 양념이다.

## 탕추 요리

### 중국
- 구로우가이카우(咕嚕雞球): 닭고기로 만드는 광둥식 탕추 요리이다.
- 구로우육(咕嚕肉): 돼지고기로 만드는 광둥식 탕추 요리이다.
- 궈바오러우(锅包肉): 돼지고기로 만드는 둥베이식 탕추 요리이다.
- 쑹수구이위(松鼠桂鱼): 쏘가리로 만드는 장쑤식 탕추 요리이다.
- 탕추리지(糖醋里脊): 돼지 안심으로 만드는 장쑤식 탕추 요리이다.
- 탕추파이구(糖醋排骨): 돼지 갈비로 만드는 화이양식 탕추 요리이다.

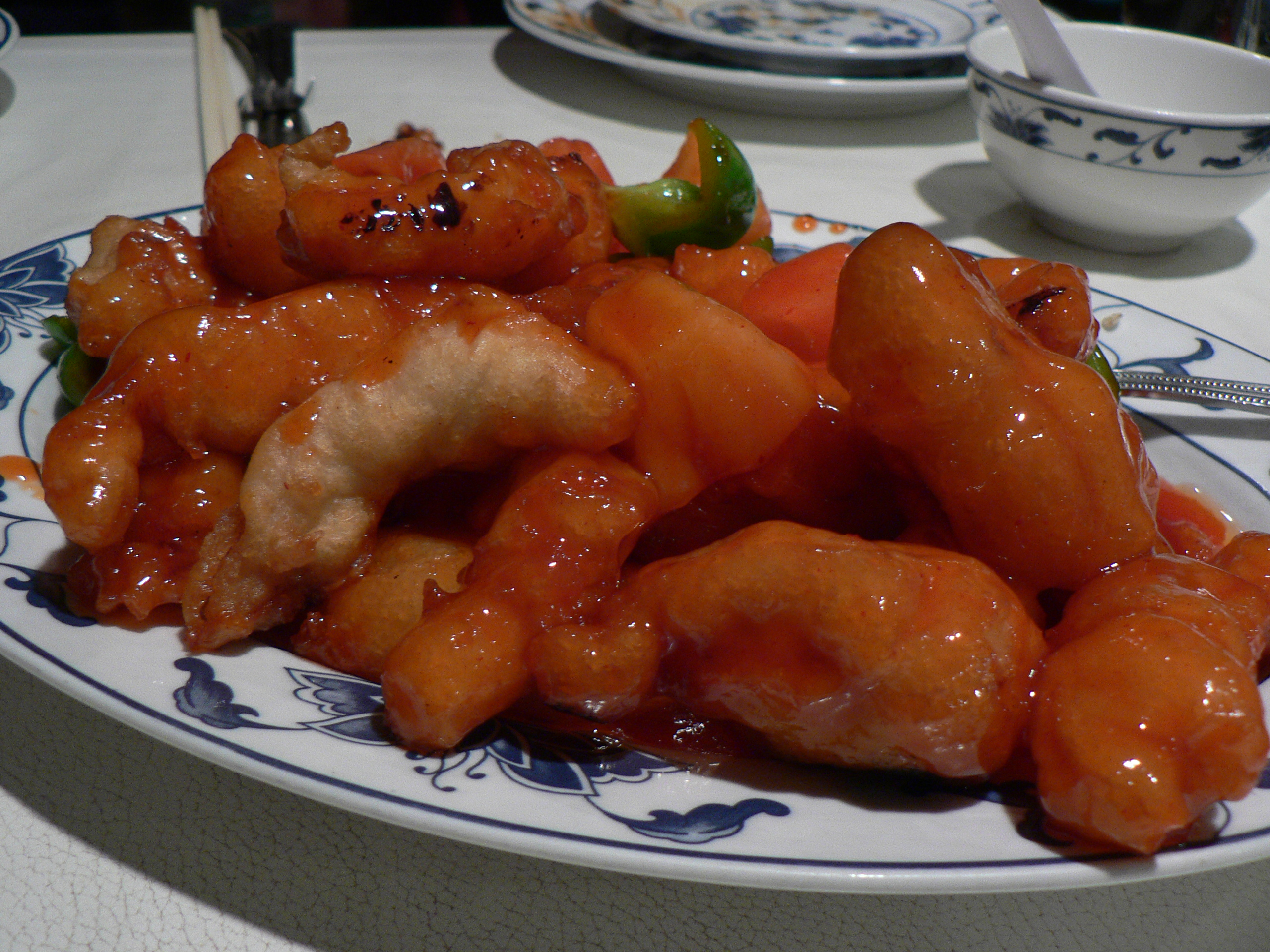
구로우가이카우
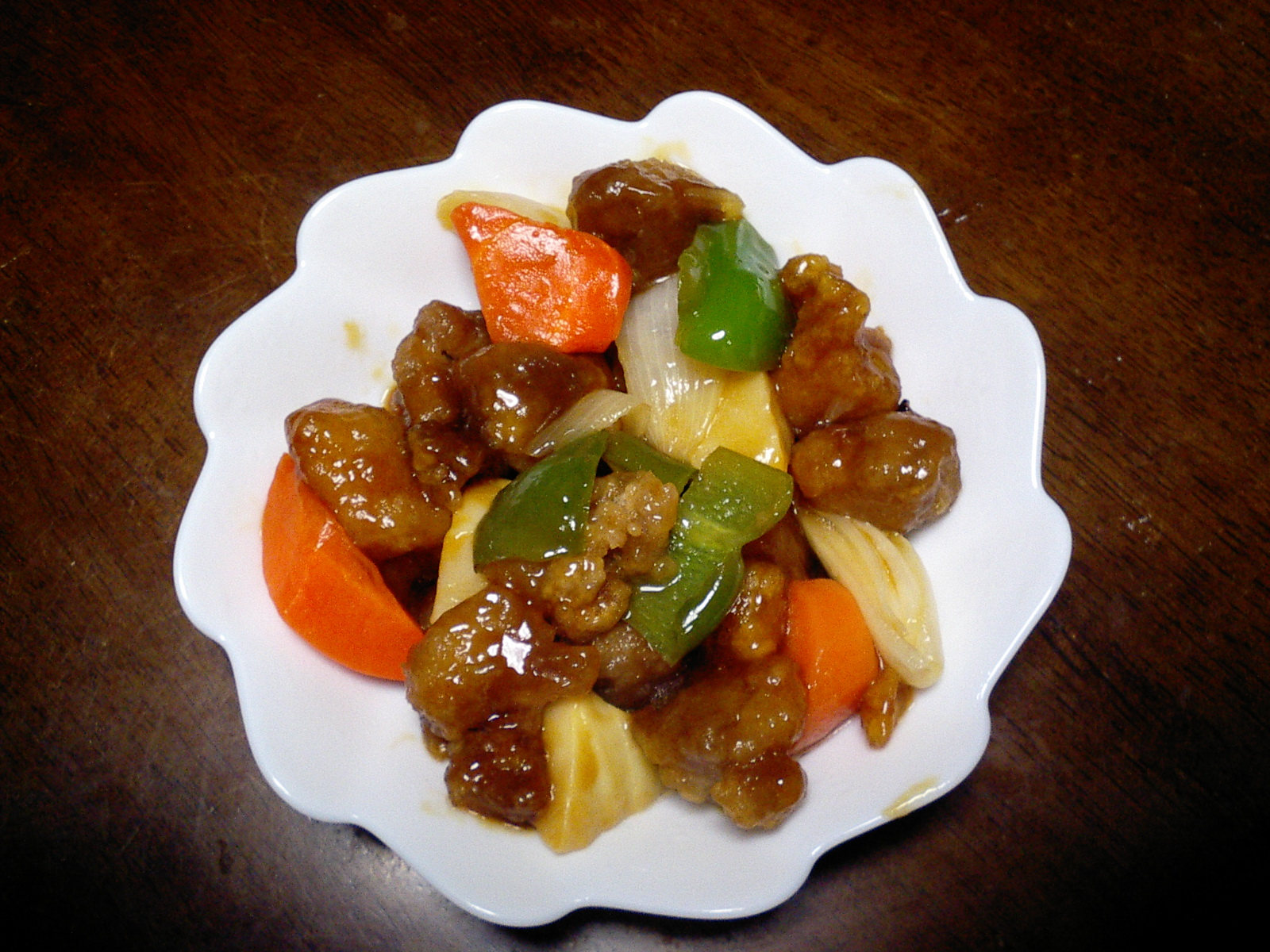
구로우육
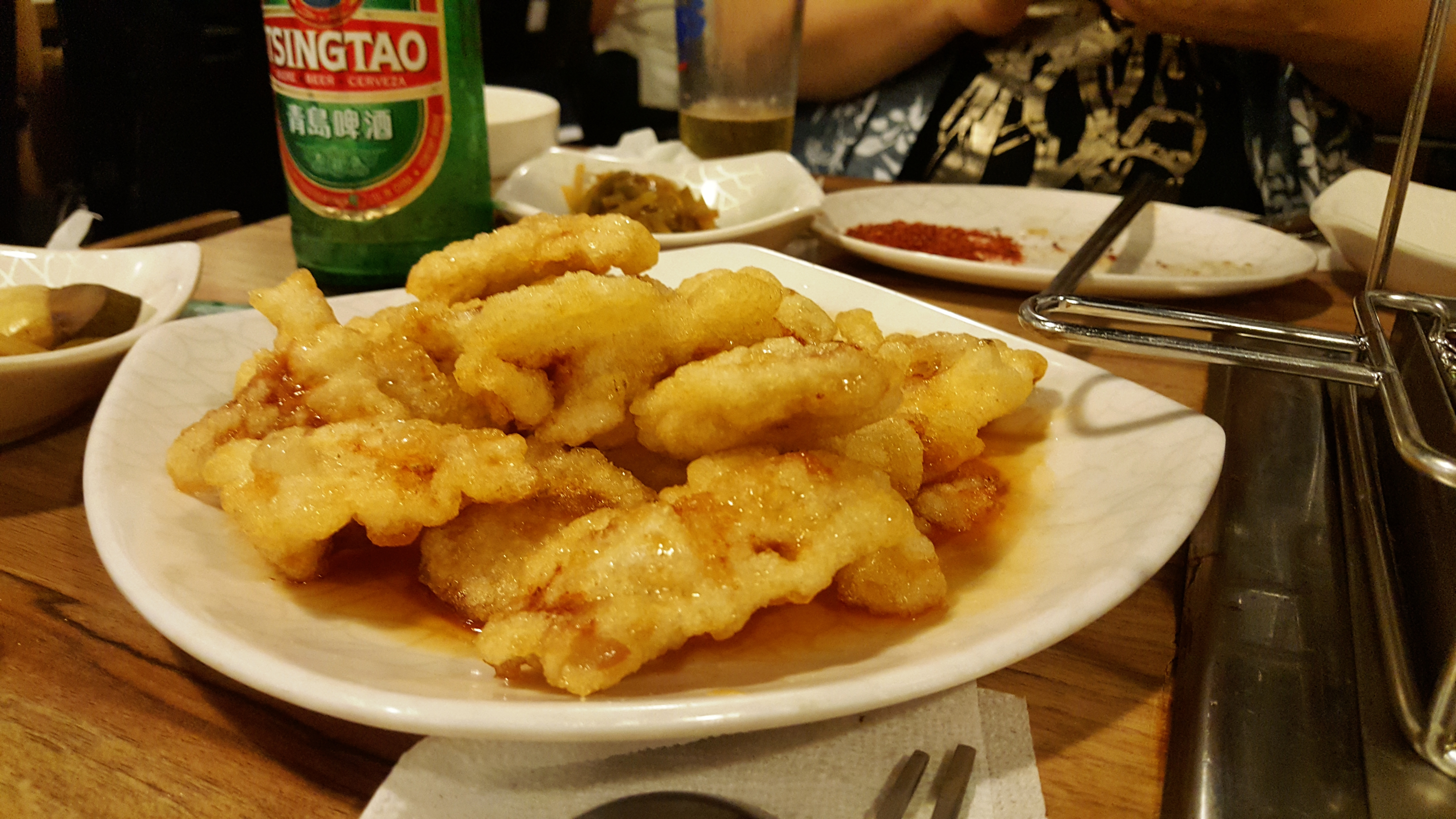
궈바오러우
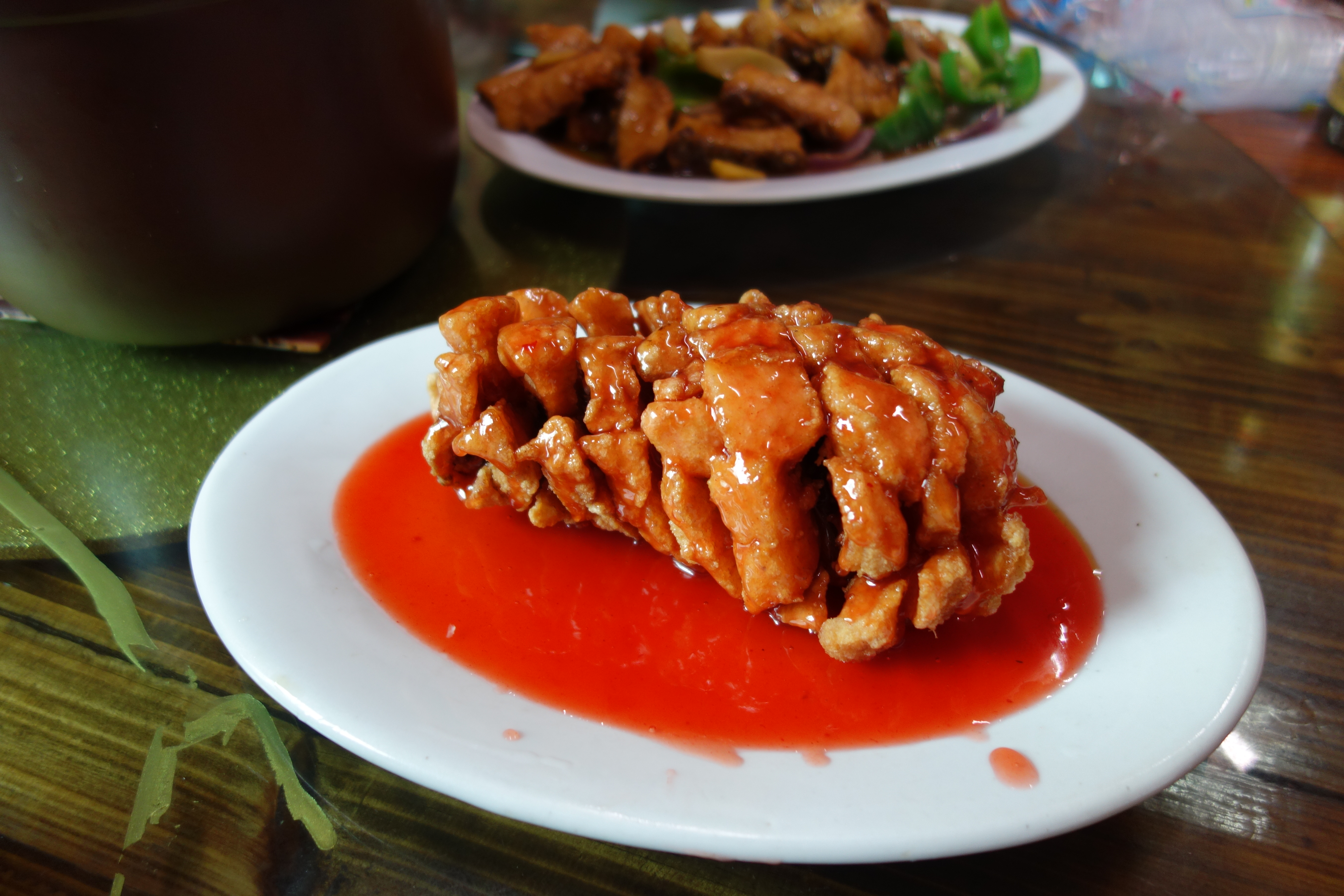
쑹수구이위
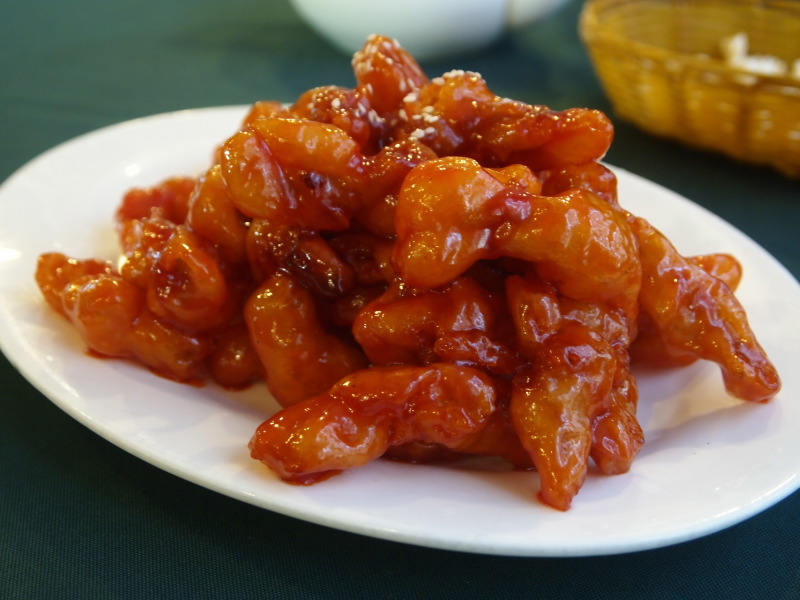
탕추리지
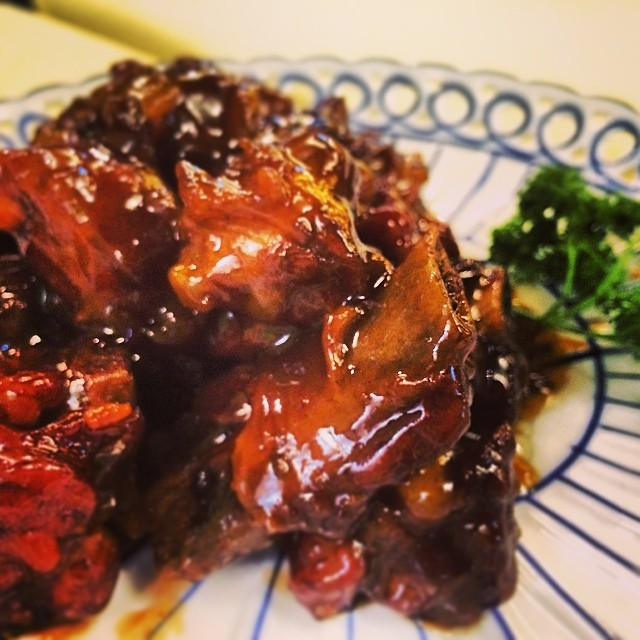
탕추파이구

### 한국
- 탕수육: 쇠고기나 돼지고기로 만드는 한국식 중국 탕추 요리이다.[1][2]

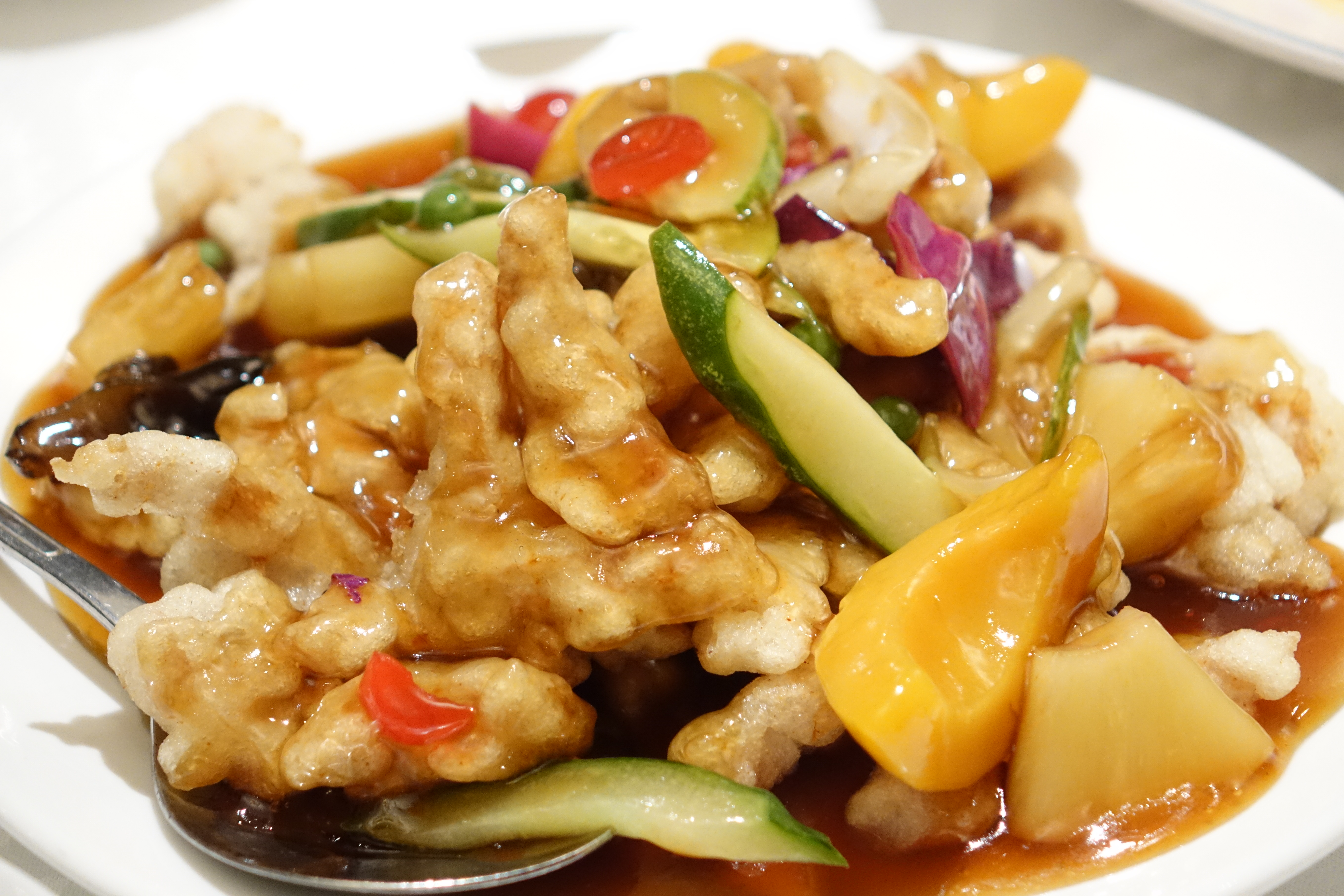
탕수육

## 같이 보기
- 쏸라